# Oreopanax pallidus
Oreopanax pallidus är en araliaväxtart som beskrevs av José Cuatrecasas. Oreopanax pallidus ingår i släktet Oreopanax och familjen Araliaceae. Inga underarter finns listade.